# Métrodore de Stratonice
Pour les articles homonymes, voir Métrodore.
Métrodore de Stratonice (en grec ancien Μητρόδωρος) est un philosophe académicien grec, né vers 140 et mort à une date indéterminée, postérieure à 110 av. J.-C., disciple de Carnéade.   

## Notice historique
Il est originaire de Stratonice, ville de Carie (dans la Turquie actuelle) ; Philodème et Diogène Laërce affirment que Métrodore fut d’abord disciple de l’école Épicurienne, auprès de Diogène de Sardes, de Basilide et d'Apollodore l'Épicurien,  mais qu'à la suite d'une dispute avec ce dernier, il passa ensuite à l'Académie auprès de Carnéade.  
Il voua une grande admiration à son nouveau maître en philosophie Carnéade, dont il détailla les points de vue en philosophie dans ses ouvrages.  
Selon Carlos Lévy, Métrodore de Stratonice fait partie avec Philon de Larissa et Charmadas des Académiciens qui "ont joué un rôle dans l'évolution de l'école platonicienne vers un scepticisme moins radical".
Son originalité réside dans le fait que, pour lui, Carnéade avait admis que le sage pouvait réellement donner son assentiment à une opinion, pourvu qu'elle ne soit pas donnée comme une certitude, ce qui scandalisera Cicéron. Le doute philosophique n'avait ainsi pour lui qu'une réalité relative.    
Métrodore passait pour bien connaître la pensée de son maître. Selon Saint Augustin, il faisait partie des académiciens qui cachaient leurs propres doctrines dogmatiques derrière un scepticisme apparent.